# Monte Kanla-on
Il Monte Kanla-on o Kanlaon o Canlaon (in tagallo: Bulkang Kanla-on e medesime varianti ortografiche) è uno stratovulcano attivo alto 2.435 metri e con un diametro alla base di 30 chilometri che si trova nella zona centrale delle Filippine, sull'isola di Negros, e fa parte della catena montuosa che separa le provincie di Negros Occidental e di Negros Oriental. 
È uno dei tredici vulcani più attivi del Paese e la più alta vetta delle Filippine centrali..

## Origine del nome
Geograficamente al centro dell'isola di Negros, la massiccia figura del vulcano domina gran parte del panorama negrense ed è indissolubilmente legata alla vita quotidiana dei locali, alle loro attività economiche e di sostentamento e alle antiche tradizioni e mitologie: il monte deve infatti il suo nome alla potentissima divinità Kan Laon che una antichissima leggenda locale, La-on e il drago dalla sette teste, narra avere sconfitto un grande e crudele drago che dimorava nel vulcano e che, imperversando su tutta l'isola, esigeva il sacrificio di una vergine ogni anno. Essendo un giorno l'unica giovinetta rimasta da sacrificare la figlia del Re, il Re offrì disperato una ricompensa principesca a chi avesse ucciso il mostro. Venne quindi dalla foresta un principe di nome La-on che finì per uccidere il drago dalle sette teste e si guadagnò la mano della Principessa e l'intera montagna come ricompensa per la sua eroica azione. Da quel giorno il principe La-on divenne "Kan La-on", ovvero "il glorioso La-on", da cui l'attuale nome della montagna..
Va segnalato che durante la dominazione spagnola il vulcano era comunemente chiamato Malaespina, come che si ritrova trascritto in alcuni documenti di quell'epoca.

## Morfologia e attività
Il vulcano si trova a 35 chilometri a sud-est della capitale dell'isola di Negros, Bacolod, e a 36 chilometri a ovest della città di Canlaon. L'ultima eruzione è avvenuta nel 2006. L'attività sismica della montagna è monitorata e tenuta sotto continua osservazione dal Kanlaon Volcano Observatory presso il La Carlota City College Campus della vicina città di La Carlota.
Il Kanla-on, insieme agli adiacenti monti Silay e Mandalagan, è parte della Cintura vulcanica di Negros (Negros Volcanic Belt) ed è costituito da roccia di pirosseno di andesite con minimi apporti di basalto e dacite. In epoca storica si contano ventisei eruzioni di tipo freatico (le più recenti nel 1985, 1992 1993 e 1996), di tipo freatomagmatico (l'ultima nel 1884) e di tipo stromboliano (l'ultima nel 1902).

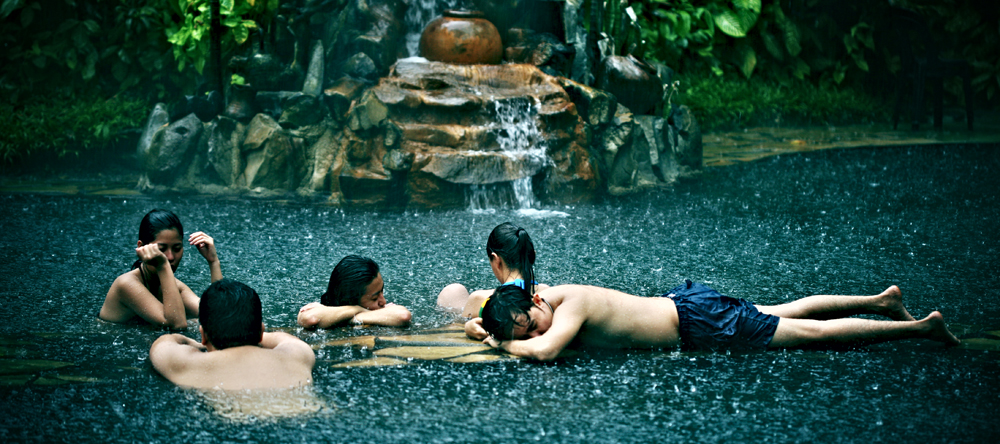
Le fonti termali di Mambukal, nel territorio di Murcia

Segni premonitori di attività sono usualmente l'aumento della frequenza sismica, incremento di vapori; esalazioni sulfuree presso le località di Cabagnaan e Mambucal, aumentata concentrazione di cloruro e diminuzione del pH osservabili presso le fonti termali di Mambucal, una delle varie sorgenti di acqua calda che, sulle pendici del Kanla-on, ospitano piccoli resort turistici presso i quali le popolazioni locali usano trascorrere i fine settimana e le giornate di festa: in particolare, oltre alle Sorgenti di Mambucal o Mambukal (Mambucal Hot Springs) con le loro sette cascate successive nel territorio di Murcia sul versante nordoccidentale della montagna, si possono ricordare le sorgenti di Bucalan (Bucalan Hot Spring) e di Bungol (Bungol Hot Spring).
L'area compresa nel raggio di 4 chilometri dalla sommità della montagna è definita come zona permanente di pericolo (Permanent Danger Zone).

### L'eruzione freatica del 1996
Il 10 agosto 1996 il Kanla-on eruttò inaspettatamente uccidendo tre escursionisti (un britannico e due filippini) che si trovavano nei pressi del cratere. L'eruzione si manifestò con una eiezione di cenere durata 24 minuti e che formò un pennacchio di cenere mista a vapore acqueo alto 1 500 metri e fu accompagnata da un piccolo terremoto innescato da un'esplosione (22,8 mm di ampiezza registrati dal sismografo di Kabagnaan), 5,5 chilometri a sud ovest dal vulcano. Il fungo di cenere sviluppato dall'eruzione venne osservato a nord est raggiungere una quota dai 7 600 agli 11 300 metri ed estendersi a sud ovest per circa 110 chilometri. Non ci fu emissione magmatica.

## Parco naturale del monte Kanla-on
L'area del vulcano e i territori limitrofi delle municipalità di La Carlota, Bago, San Carlos, La Castellana, Murcia, Canlaon e Vallehermoso sono stati elevati allo stato di area protetta con atto della Repubblica del 2011 firmato dall'allora Presidente delle Filippine Gloria Macapagal-Arroyo, con denominazione ufficiale di Parco naturale del monte Kanla-on (Mt. Kanla-on Natural Park).
Nelle grotte del Kanla-on vivrebbe l'elusivo Amomongo.